# Wild - Agguato sulle montagne
Wild - Agguato sulle montagne (Sabretooth) è un film TV horror del 2002 diretto da James D. Hickox. Il film nel 2005 ha avuto un sequel intitolato Primal Park - Lo zoo del terrore.

## Trama
Il team di scienziati della dottoressa Catherine Vichy, trova un fossile di Sabretooth, una tigre preistorica dai denti a sciabola e riesce a ricrearne uno utilizzando il DNA della bestia. Il finanziatore della ricerca Anthony Bricklin, ordina il trasferimento della bestia in un laboratorio in montagna, con l'attesa di poter annunciare al mondo la scoperta. Durante il trasferimento, l'autista del camion di trasporto, si addormenta e fa un incidente. La bestia fuggirà nei boschi e inizierà a massacrare un gruppo di escursionisti di un safari organizzato da Bob Thatcher.